# Most Tsakona
Most Tsakona (grško Τοξωτή Γέφυρα Τσακώνας) je eden najdaljših ločnih mostov z več razponi na svetu. Prečka dolino Tsakona in se razteza na nevarni lokaciji v bližini Megalopolija, kjer je bilo v zadnjih desetletjih veliko zemeljskih plazov.

## Gradnja
Most Tsakona, katerega skupna dolžina je 490 metrov, je bil zadnji objekt, ki je ostal na odseku Paradeisia - Tsakona na avtocesti št. 7 Tripoli – Kalamata, ki ga je zgradila država in dala v upravljanje in vzdrževanje konzorciju Moreas. Kot je povedal vodja projekta Nikos Donas, je bil ta most za mostom Charilaos Trikoupis eden najtežjih inženirskih projektov. Stroški projekta so bili predvideni v višini 94 milijonov EUR, vendar so bili znatno prekoračeni. To je bilo v veliki meri posledica kompleksnosti gradnje v zelo zahtevnih in nestabilnih geoloških pogojih na lokaciji. Prvotne študije za gradnjo mostu so podcenile izzive, povezane z gradnjo, kar je povzročilo tudi prekoračitev proračuna in časa. Skupni stroški so tako znašali 131,5 milijona EUR.
Most je podprt na treh točkah: en na vsakem koncu (opornik) in en, ki je bližje vrhu razponskega loka. Ta zadnja je najpomembnejša: v bistvu je velikansko sidrišče, ki zagotavlja stabilnost mostu. Od tu se začne lok mostu, katerega največja višina je 30 metrov. Oba loka, po en na obeh straneh, podpirata kovinski del mostu, na katerem je cesta.
Gradnja se je začela leta 2008, za promet pa je bila odprta januarja 2016.